# Los Naranjos 3.ª Sección
Los Naranjos 3.ª Sección es una localidad del municipio de Huimanguillo ubicado en la subregión de la Chontalpa del estado mexicano de Tabasco.

## Geografía
La localidad de Los Naranjos 3.ª Sección se sitúa en las coordenadas geográficas 17°54′32″N 93°24′28″O / 17.908889, -93.407778, a una elevación de 21 metros sobre el nivel del mar.

## Demografía
Según el Conteo de Población y Vivienda 2020, efectuado por el Instituto Nacional de Estadística y Geografía, la localidad de Los Naranjos 3.ª Sección tiene 206 habitantes, de los cuales 113 son del sexo masculino y 93 del sexo femenino. Su tasa de fecundidad es de 3.17 hijos por mujer y tiene 60 viviendas particulares habitadas.
| Gráfica de evolución demográfica de Los Naranjos 3.ª Sección entre 1980 y 2020 |
|                                                                                |
| INEGI.                                                                         |